# إضراب عمال المناجم البريطانية (1984-1985)
إضراب عمال المناجم (1984 - 1985) هو إضراب صناعي كبير ضد إغلاق صناعة الفحم البريطانية في محاولة لمنع إغلاق المناجم. وقاد الإضراب آرثر سكارجيل من الاتحاد الوطني لعمال المناجم (NUM) ضد مجلس الفحم الوطني (NCB) وهي وكالة حكومية. أما معارضة الإضراب فكان بقيادة رئيسة وزراء الحكومة المحافظة مارغريت تاتشر، التي وصفت المضربين ومنظمي الإضراب «بالعدو في الداخل».
انقسم الاتحاد الوطني لعمال المناجم NUM حول هذا الإجراء، وعمل العديد من عمال المناجم وخاصة في ميدلاند مع النزاع. ودعم القليل من النقابات العمالية الكبيرة الاتحاد في اضرابه، وسبب ذلك يعود إلى عدم وجود تصويت على المستوى الوطني. وتميز الإضراب ذو السنة بالمواجهات العنيفة بين بعض محرضي الإضرابات السريعة والشرطة، والذي انتهى بنصر حاسم لحكومة حزب المحافظين وأتاح إغلاق معظم مناجم الفحم في بريطانيا. وكان هذا النزاع الصناعي هو الأكثر مرارة في التاريخ البريطاني. ضم الإضراب في أوجه 142,000 عامل من عمال المناجم. وعدد أيام العمل التي خسروها بسبب الإضراب كانت أكثر من 26 مليون يوم عمل، مما جعله الأكبر منذ الإضراب العام لسنة 1926 [الإنجليزية]. قال الصحفي سيوماس ميلن عن الإضراب «ليس له أي نظير حقيقي -من حيث الحجم والمدة والتأثير- في أي مكان من العالم».
فبدأ مجلس الفحم الوطني (NCB) أوائل الثمانينات بالتوجه وبشجاعة نحو خفض الدعم. فبعد تفادي إضراب بشق الأنفس في فبراير 1981، تمكن من إغلاق مناجم وأدى ضبط النفس إلى إضرابات غير رسمية. ثم بدأ الإضراب الرئيسي يوم 6 مارس 1984 بالامتناع عن العمل في منجم كورتنوود (Cortonwood Colliery) مما أدى إلى مصادقة الاتحاد الوطني لعمال المناجم NUM فرع مقاطعة يوركشاير على الإضراب على أساس نتيجة اقتراع في سنة 1981 في منطقة يوركشاير، والتي طُعِن بها لاحقاً في المحكمة. وكانت إستراتيجية النقابة أن تتسبب في نقص حاد في الطاقة كما جرى في إضراب 1972 والتي تمكنوا من الفوز. اما إستراتيجية الحكومة التي رسمتها مارغريت تاتشر فهي ثلاثية الأبعاد: بناء مخزونات كبيرة من الفحم. وإبقاء أكبر عدد ممكن من عمال المناجم في العمل. واستخدام الشرطة في تفكيك هجمات المضربين على عمال المناجم. أما العنصر الحاسم في ذلك الإضراب فكان فشل اتحاد العمال في عقد اقتراع وطني للتصويت على الإضراب، مما مكن بعض العمال من الاستمرار في العمل وحافظت نقابات أخرى على دعمها.
أصبح الإضراب غير قانوني بدءا من سبتمبر 1984 لأنه لم يتم إجراء اقتراع وطني عليه. فانتهى في 3 مارس 1985. وكانت لحظة حاسمة في العلاقات الصناعية البريطانية، فهزيمة الاتحاد الوطني لعمال المناجم NUM أضعف بقوة الحركة النقابية [الإنجليزية]. وبالمقابل كان انتصارا كبيرا لتاتشر وحزب المحافظين، فتمكنت حكومة تاتشر من تعزيز برنامجها الليبرالي اقتصاديا. وانخفضت الإضرابات بحدة في 1985 نتيجة «للتأثير التجريبي» وتقلصت قوة النقابة. وتوفي
ثلاث أشخاص نتيجة الأحداث المرتبطة بالإضراب.
بعد ذلك الإضراب الفاشل تقلصت صناعة الفحم بقوة حتى خصخصتها الحكومة في ديسمبر 1994 لتصبح شركة فحم المملكة المتحدة (UK Coal plc). كانت لدى بريطانيا 174 منجم نشط في 1983. ولكن بحلول سنة 2009 بقيت ستة مناجم فقط. وازداد الفقر في مناطق تعدين الفحم السابقة، ففي سنة 1994 أضحت جريميثورب في جنوب يوركشير من أفقر المستوطنات في البلاد.

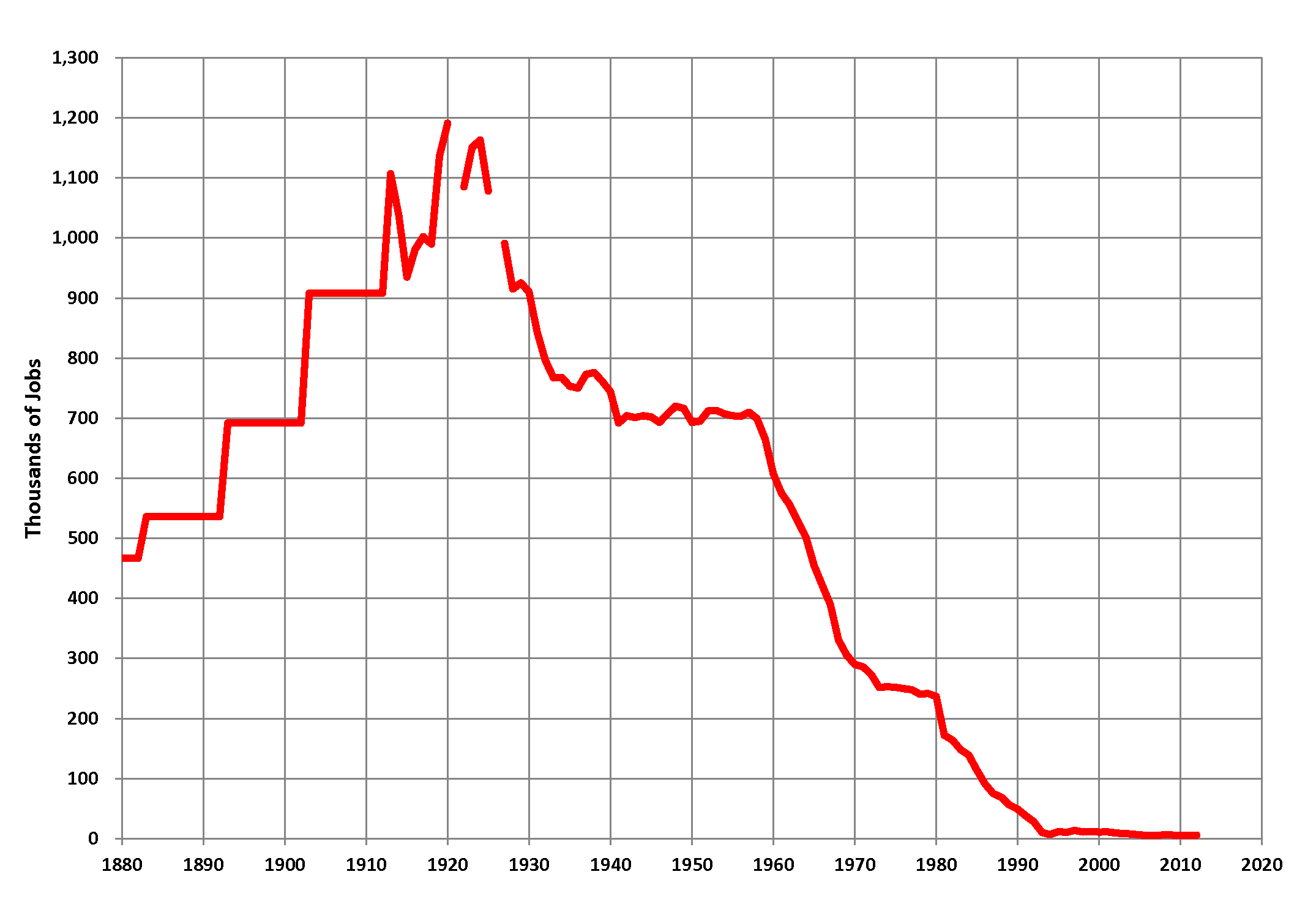
خريطة توضح التوظيف بصناعة الفحم في المملكة المتحدة مابين 1880–2012 (DECC data)

## البداية
في النصف الأول من القرن ال20 كان هناك أكثر من 1,000 منجم نشط في المملكة المتحدة، ولكن بحلول 1984 لم يعمل منها سوى 173 منجم وتقلصت العمالة من ذروتها البالغة مليون في 1922، حتى وصلت إلى 231,000 في عقد الثمانينات. وهذا الانخفاض في تشغيل الفحم شائع في جميع أنحاء العالم المتقدم. ففي الولايات المتحدة استمر تقليل توظيف العمالة بصناعة الفحم من 180,000 في 1985 إلى 70,000 في 2000.
أممت حكومة كليمنت أتلي العمالية صناعة الفحم في سنة 1947 وأدارها المجلس الوطني للفحم (NCB) تحت إيان ماكجريجور سنة 1984. وكما هو الحال في معظم أوروبا فإن تلك الصناعة كانت الحكومات تدعمها بقوة. ولكن مابين 1923 - 1982 كانت الخسارة التشغيلية للطن 3.05 جنيه استرليني حيث أن أسعار السوق الدولية للفحم أرخص بـ 25٪ تقريبًا من تلك التي سعّرها مجلس الفحم. فظهرت المشاكل بعد حساب خسائر التشغيل تلك.
بحلول 1984 كانت أغنى طبقات الفحم قد استنزفت، وأصبح الفحم المتبقي أكثر كلفة. فالحل كان المكننة وزيادة كفاءة العامل، مما جعل العديد من عمال المناجم زائدين عن الحاجة بسبب القدرة الزائدة للإنتاج. فأعيدت هيكلة الصناعة بين 1958 و 1967 بالتعاون مع النقابات، مع تقليص القوى العاملة إلى النصف؛ مقابل مبادرات الحكومة والصناعة لتوفير عمالة بديلة. فحدث استقرار مابين سنوات 1968 و 1977، عندما تم التقليل من الإغلاق بدعم من النقابات على الرغم من تباطؤ الاقتصاد الواسع. فالانكماش المتسارع الذي فرضته تاتشر بعد 1979 عارضته بشدة النقابات. ففي وفاق ما بعد الحرب لم تسمح سياسة الإغلاق إلا في الحالات التي يوافق عليها العمال، الذين بدورهم حصلوا على ضمان اقتصادي مؤكد. ولا يطبق الإجماع الآراء بفرض الإغلاقات عندما يجد عمال المناجم الفائضون بدائل وظيفية محدودة.
لعب إضراب الاتحاد الوطني لعمال المناجم NUM في 1974 دورا رئيسيا بإسقاط حكومة المحافظين إدوارد هيث. وكان رد الحزب هو خطة ريدلي وهو تقرير داخلي تم تسريبه إلى مجلة الإيكونومست، وظهر في عدد 27 مايو 1978. ووصف ريدلي كيف يمكن لحكومة محافظة مستقبلة مقاومة وإلحاق الهزيمة بإضراب كبير لصناعة مؤممة. في رأي ريدلي كانت قوة النقابات العمالية في المملكة المتحدة تتدخل في قوى السوق، مما يؤدى إلى زيادة التضخم، وكان لا بد من كبح قوة النقابات السياسية التي لا داعي لها لاستعادة اقتصاد المملكة المتحدة.

### الاتحاد الوطني لعمال المناجم

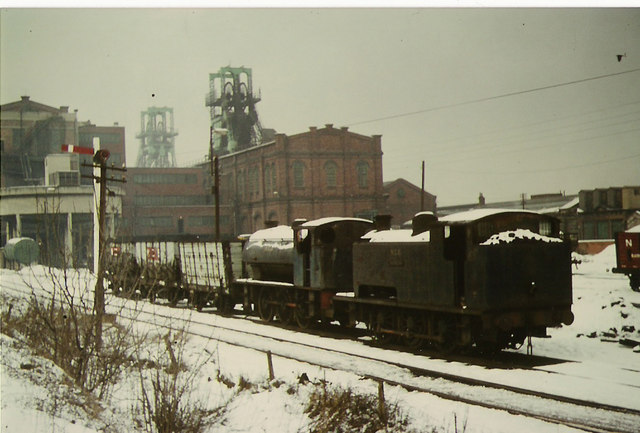
منجم بلاكهول في درم في 1970

كانت صناعة التعدين بمثابة متجر مغلق. بالرغم من عدم وجود سياسة رسمية، إلا أن توظيف عمال لاينتمون إلى النقابة قد يؤدى إلى انسحاب جماعي لعمال المناجم:267.
نشأ الاتحاد الوطني لعمال المناجم (NUM) سنة 1945 وفي 1947 أممت معظم المناجم في بريطانيا (958 تأميم و400 خاص). وقد كان الطلب على الفحم عاليا في سنوات مابعد الحرب العالمية الثانية، وفرض على اللاجئين البولنديين العمل في المناجم:8. ومع مرور الوقت انخفضت حصة الفحم في سوق الطاقة مقابل النفط والطاقة النووية. وتميزت الستينيات بكثرة عمليات إغلاق المناجم، مماأدى إلى هجرة عمال المناجم من حقول الفحم المتهالكة (اسكتلندا وويلز ولانكشاير وشمال شرق إنجلترا) إلى يوركشاير وحقول الفحم في ميدلاندز. وبعد فترة من تقاعس قيادة الاتحاد الوطني NUM على استقطاعات العمالة، جاء إضراب غير رسمي في 1969، وبعده انتخب العديد من المرشحين الأكثر تشددا لقيادة الاتحاد. حيث خفض الحد الأدنى للتصديق على الإضراب في الاقتراع الوطني من الثلثين إلى 55 ٪ في سنة 1971. فظهرت بوادر نجاح في إضراب 1972 الوطني فحظر العمل الإضافي، ثم الإضراب التالي في 1974 (مما أدى إلى حالة أسبوع من ثلاثة أيام). فنجاح الاتحاد الوطني NUM في إسقاط حكومة هيث أظهر مدى قوته، لكنه تسبب في السخط عليه عندما طلب أن يعامل معاملة خاصة في مفاوضات الأجور:11.
هيكل الاتحاد هي هيكلة إقليمية لامركزية حيث توجد مناطق معينة أكثر نضالية من غيرها. فاسكتلندا وساوث ويلز وكينت هي مناطق متشددة وكان لديها بعض المسئولين الشيوعيين، في حين كانت منطقة ميدلاندز أقل نشاطًا بكثير.:12 . وكانت الإجراءات الوحيدة المنسقة على المستوى القومي في إضراب 1984-1985 هي الإضرابات الجماعية في أورغريف.
استبعد كاسروا الإضراب عن مناطق التعدين الأكثر تشددًا ولم يغفر لهم أبداً لخيانتهم المجتمع. ففي سنة 1984 لم يكن لدى بعض قرى المناجم مصانع قريبة لعدة أميال:10. وفي جنوب ويلز أظهر عمال المناجم درجة عالية من التضامن، فقد جاءوا من قرى معزولة حيث كان معظم العمال يعملون في المناجم، ولديهم أساليب حياة مماثلة. وأسلوب ديني إنجيلي قائم على الميثودية التي أدت إلى أيديولوجية المساواة. أدت هيمنة التعدين في هذه الاقتصادات المحلية إلى أن قام أستاذ جامعة أكسفورد أندرو غلين باستنتاج أنه لا يمكن أن يكون إغلاق المناجم مفيدًا لإيرادات الحكومة.
بدءا من 1981 قاد آرثر سكارجيل الاتحاد الوطني لعمال المناجم (NUM)، وهو نقابي واشتراكي متشدد وله ميول قوية نحو الشيوعية. وهو معارض صريح لحكومة تاتشر. وقال في مارس 1983:"إن سياسات هذه الحكومة واضحة، وهي تدمير صناعة الفحم واتحادها الوطني". وكتب في مجلة الاتحاد (The Miner):"ينتظرنا في الزوايا حيث يرغب في قطعنا إلى أجزاء، ذلك هو الجزار اليانكى ماكجريجور، هذا المليونير البالغ من العمر 70 عامًا الذي ذبح نصف القوى العاملة بالصلب في أقل من ثلاث سنوات، أصبح مؤكدا أن يضرب بفأسه المناجم. إنها لحظتنا، إما الآن أو لن نكون عمال المناجم في بريطانيا، هذه هي الفرصة الأخيرة -فلا يزال لدينا قوة- لإنقاذ صناعتنا". وقد أجاب على سؤال في 12 مايو 1983 حول كيفية الرد إذا أعيد انتخاب المحافظين في الانتخابات العامة. فقال: "سيكون موقفي هو نفس موقف الطبقة العاملة في ألمانيا عندما جاء النازيون، فهذا لا يعني أنك تنتخب حكومة في مرحلة ما أنك متسامح مع وجودها، ولكنك تعارضها. وقال أيضًا إنه سيعارض حكومة ثاتشر لفترة ثانية بقدر ما يمكنني فعه. بعد الانتخابات ذكر في خطاب ألقاه أمام مؤتمر للـ NUM في بيرث يوم 4 يوليو 1983 دعا فيه إلى اتخاذ إجراء خارج البرلمان ضد حكومة المحافظين. وقد رفض فكرة أن المناجم التي لم تحقق ربحًا هي غير ذات جدوى اقتصادية. فقال أنه لا يوجد شيء اسمه منجم اقتصادي وغير اقتصادي، وجادل بأنه لا ينبغي إغلاق أي منجم إلا في حالة الإرهاق الجيولوجي أو الأمان.

### الجمعية الوطنية لملاك المناجم والمفوضين ومفجري الألغام
قانونيًا لايمكن إجراء أي تعدين دون أن يشرف عليه المالك أو المفوض. ونقابتهم المسماة بالجمعية الوطنية لملاك المناجم والمفوضين ومفجري الألغام (بالإنجليزية: National Association of Colliery Overmen, Deputies and Shotfirers)‏ (NACODS) وانتسب إليها 17,000 عضو في 1984 لم تكن راغبة بالمشاركة في الإضراب الصناعي. فاللائحة الداخلية تتطلب موافقة الثلثين لعمل إضراب. خلال إضراب 1972 أدت المواجهات العنيفة بين أعضاء NUM المضربين وبين أعضاء NACODS غير المضربين إلى التوصل إلى اتفاق بأن أعضاء NACODS يمكن أن يوقفوا العمل دون خسارة في الأجور إذا واجهوا تحريض عدواني على الإضراب. وبالتالي يمكن إظهار التضامن مع أعضاء اتحاد المناجم NUM المضربين من خلال ادعاءات العنف التي تمنع عبور خطوط الاعتصام، ولايحتاج إلى تصويت نقابة NACODS لإجراء الإضراب. ولم يتمكنوا في البداية من إجراء الإضراب على الرغم من أن الأغلبية صوتت لصالحه ولكنها لم تكن كافية. ومع ذلك وخلال الإضراب صوت 82٪ لصالح الإضراب.

## تسلسل الأحداث

### الدعوة إلى الإضراب
أمضى اتحاد المناجم NUM فرع منطقة يوركشاير في يناير 1981 اقتراحا ناجحا للموافقة على القيام بإضراب في حال اغلاق أي منجم لأسباب اقتصادية:169. أدى هذا إلى إضراب محلي لمدة أسبوعين حول إغلاق فحم أورغريف، وقد اعتمد على نتيجة التصويت لتبرير الإضرابات عن عمليات إغلاق لاحقة، بما فيها كورتنوود سنة 1984:169. وأعلنت الحكومة في فبراير 1981 عن خطط لإغلاق 23 منجم في جميع أنحاء البلاد ولكن التهديد بالإضراب العام اجبرهم بالتراجع. فمخزون الفحم كاف لستة أسابيع فقط، وبعدها ستغلق بريطانيا وسيطالبها الناس بالتنازل. أدركت تاتشر أنها تحتاج إلى ما لا يقل عن ستة أشهر من مخزون الفحم لتتجاوز الإضراب. وفي سنة 1982 قبل أعضاء اتحاد NUM زيادة في الأجور بنسبة 9.3٪ رافضين دعوة زعمائهم للإضراب.
أغلقت معظم المناجم المخططة للإغلاق في 1981 بكل حالة على حدة وعلى أساس إجراء مراجعة لكل منجم، وخفض مجلس الفحم الوطني العمالة بمقدار 41,000 في الفترة بين مارس 1981 ومارس 1984. وحاول تقليل تأثير الإغلاق عن طريق النقل إلى مناجم أخرى وفتح حقل فحم سيلبي كولفيلد حيث كانت ظروف العمل والأجور مواتية نسبيا. وقد وقعت اضرابات محلية في مناجم باسكتلندا وويلز. استمعت اللجنة المختارة لهذه الصناعة إلى أن 36,040 من 39,685 من فائض عن العمل بين سنوات 1973 و 1982 هم من الرجال الذين بلغوا 55 عامًا وأكثر، وكذلك ازدادت الأجور بقوة في 1981 وفي 1983.
صوت أعضاء اتحاد المناجم NUM للإضرابات العامة في يناير 1982 وأكتوبر 1982 ومارس 1983 فيما يتعلق بإغلاق المناجم والأجور المقيدة، وفي كل مرة لم يتمكن من بلوغ الأغلبية المطلوبة وهي 55٪. واحتجاجا على عرض الأجور 5.2٪ منع اتحاد المناجم العمل الإضافي في نوفمبر 1983 وظل هذا المنع قائما عند بداية الإضراب.

### إستراتيجية تاتشر

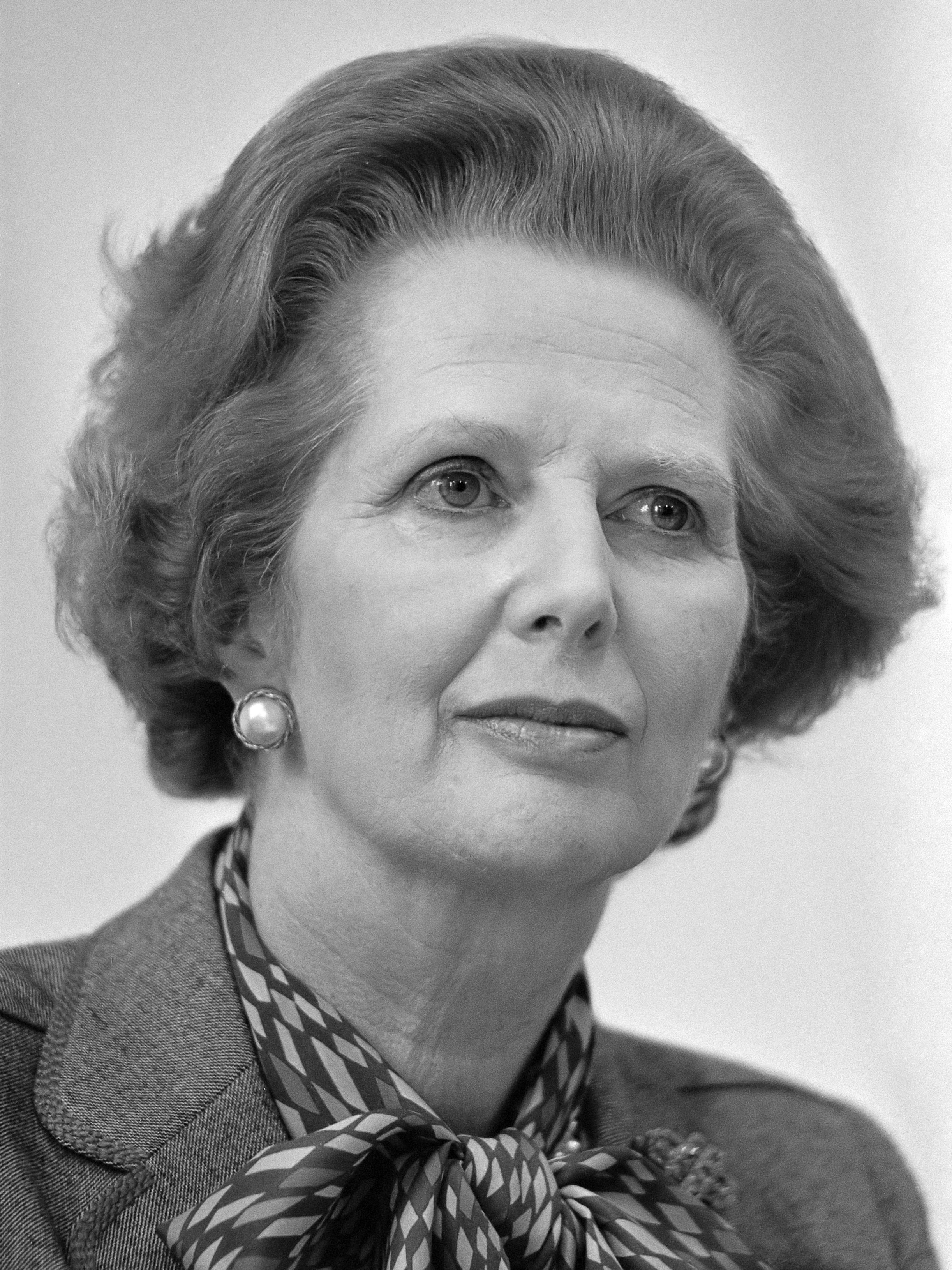
مارغريت تاتشر سنة 1983

توقعت رئيسة الوزراء تاتشر أن يجبرها سكارجيل على المواجهة، ورداً على ذلك وضعت دفاعات قوية. وأعربت عن اعتقادها أن تكاليف المناجم المفرط وغير الفعالة يجب أن تنتهي من أجل تنمية الاقتصاد. خططت لإغلاق المناجم غير الفعالة وان تعتمد أكثر على الفحم المستورد والنفط والغاز والطاقة النووية. فعينت متشددون في المناصب الرئيسية، وأنشأت لجنة تخطيط عالية المستوى، وخصصت أموالا من نظام التزود الكهربائي عالي الربحية لتخزين فحما يكفي البلاد لفترة ستة أشهر. وأنشأ فريق تاتشر وحدات شرطة متحركة بحيث يمكن للقوات من خارج مناطق الإضراب أن تمنع أي محاولة -عن طريق التحليق بالطائرات- لوقف نقل الفحم إلى محطات توليد الطاقة. واستخدمت مركز التسجيل الوطني (NRC) الذي أنشئ في عام 1972 لربط 43 من مراكز الشرطة لتمكين قوات الشرطة من التنقل للمساعدة في الاضطرابات الكبرى. تلاعب سكارجيل فيها عن طريق تجاهل تراكم مخزونات الفحم ودعا للاضراب في نهاية فصل الشتاء عندما يكون الطلب على الفحم في الحضيض.
انعقد في 19 أبريل 1984 المؤتمر الوطني الخاص للمندوبين حيث جرى تصويت على إجراء اقتراع وطني عام أم لا. وصوت المندوبون الـ190 بأغلبية 69 إلى 54 صوتًا بعدم إجراء اقتراع وطني عام، فجادل آرثر سكارجيل عن موقفه قائلا:«انعقد مؤتمرنا الخاص في 19 أبريل. لقد علمنا أنا ومكجاهي وهيثفيلد من التعليقات بأن أغلبية ضئيلة من المناطق تفضل المطالبة باقتراع عام؛ لذلك كنا نتوقع استعدادًا لهذا المسار حيث كانت هناك حملة كبيرة جاهزة للتصويت بـ» نعم«في الاقتراع الوطني العام». وقال ماكغاهي:«لن نشرع دستوريًا الإضراب ... كل منطقة تقرر حسب منطقتها وسيكون هناك تأثير الدومينو». لذلك بدون تصويت عام على الإضراب ظل هناك عمال مناجم يعملون في نوتنغهامشاير وليسترشير وجنوب ديربيشاير وشمال ويلز وأجزاء من لانكشاير. وقدمت الشرطة الحماية لهؤلاء من اعتداءات المعتصمين.
وقبل ذلك كانت تاتشر قد عينت إيان ماكجريجور لرئاسة مجلس الفحم الوطني في سنة 1983. وهو الذي نقل شركة الفولاذ البريطانية من إحدى أضعف شركات تصنيع الفولاذ كفاءة في أوروبا إلى أكثرها كفاءة، مما جعل الشركة تقترب من الربح. وقد تحقق النجاح على حساب خفض القوى العاملة إلى النصف خلال عامين، وكان قد أشرف على إضراب وطني دام 14 أسبوعًا في سنة 1980. وقد رفعت سمعته العالية التوقعات بأن يخفض وظائف مناجم الفحم على نحو مماثل، وبدا أن المواجهات بين ماكجريجور وسكارجيل أمر لا مفر منه.

### اعلان إغلاق المناجم

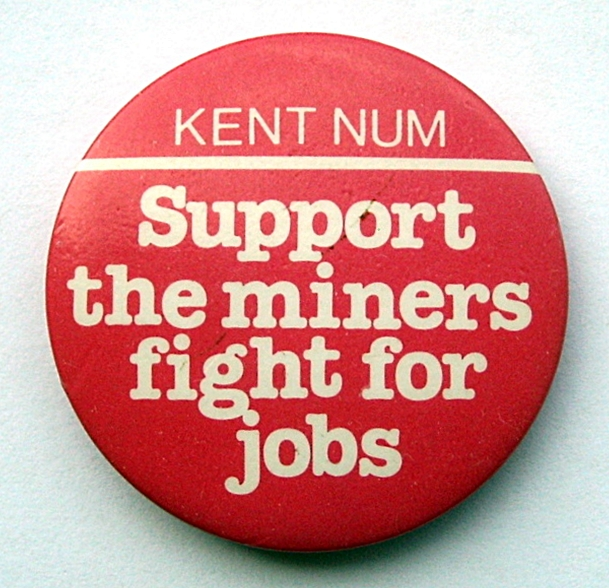
شارة لدعم إضراب عمال المناجم انتجها اتحاد عمال المناجم فرع كنت.

في 6 مارس 1984 أعلن مجلس الفحم الوطني أن الاتفاق الذي تم التوصل إليه بعد إضراب 1974 قد عفا عليه الزمن وانتهى امره، وأنه من أجل خفض الإعانات الحكومية فإن 20 من المناجم ستغلق مما يسبب بخسارة 20,000 وظيفة. وستفقد العديد من الأحياء في شمال إنجلترا واسكتلندا وويلز مصدرها الأساسي للوظيفة.
وادعى سكارجيل إن الحكومة لديها إستراتيجية طويلة الأجل لإغلاق أكثر من 70 منجم. ونفت الحكومة هذا الادعاء وكتب ماكجريجور إلى كل عضو من أعضاء اتحاد عمال المناجم (NUM) مدعيا أن سكارجيل يخدعهم ولم تكن هناك خطط لإغلاق أي حفر أكثر مما سبق الإعلان عنه. وقد أشارت أوراق مجلس الوزراء الصادرة عام 2014 إلى أن ماكجريجور كان يرغب في إغلاق 75 حفرة خلال فترة ثلاث سنوات. في هذه الأثناء أعدت حكومة تاتشر عدتها لعدم تكرار الإضراب الصناعي الفعال في 1974 من خلال تخزين الفحم وتحويل بعض محطات الطاقة لحرق وقود الوقود الثقيل وتجنيد أساطيل من ناقلات الطرق من متعهدو النقل لنقل الفحم في حالة اضراب عمال السكة الحديد المتعاطفين لدعم عمال المناجم.

### بدء الإضراب
لحساسية تأثير الإغلاق المقترح، بدأ عمال المناجم في حقول الفحم المختلفة الإضراب. ففي يوركشاير كان عمال المناجم في حقول مانفير:86 وكاديبي وسيلفروود وكفتون بارك ويوركشاير ماين:218 في إضراب غير رسمي لقضايا أخرى قبل الدعوة الرسمية. وأضرب أكثر من 6,000 عامل من 5 مارس في كورتنوود وبلكليف وود بالقرب من ويكفيلد. لم تستنزف احتياطيات أي المنجمين. وكان بلكليف وود معرضًا للتهديد، إلا أن كورتنوود اعتبر آمنًا. واتخذت الإجراءات في 5 مارس بإعلان مجلس الفحم الوطني بأن خمس مناجم ستتعرض للإغلاق السريع في غضون خمسة أسابيع فقط؛ والثلاثة الآخر فكانت هيرنكتون في مقاطعة دورهام وسنوداون في كنت وبولمايس في اسكتلندا. وفي 12 مارس 1984 أعلن سكارجيل دعم الـ NUM للاضرابات الإقليمية في يوركشاير واسكتلندا ودعا أعضاء اتحاد عمال المناجم إلى اتخاذ إجراء مايلزم في جميع المجالات الأخرى، لكنه قرر عدم إجراء تصويت وطني قد يستخدمه معارضوه لنزع الشرعية عن الإضراب.

### مراقبة تنفيذ الإضراب

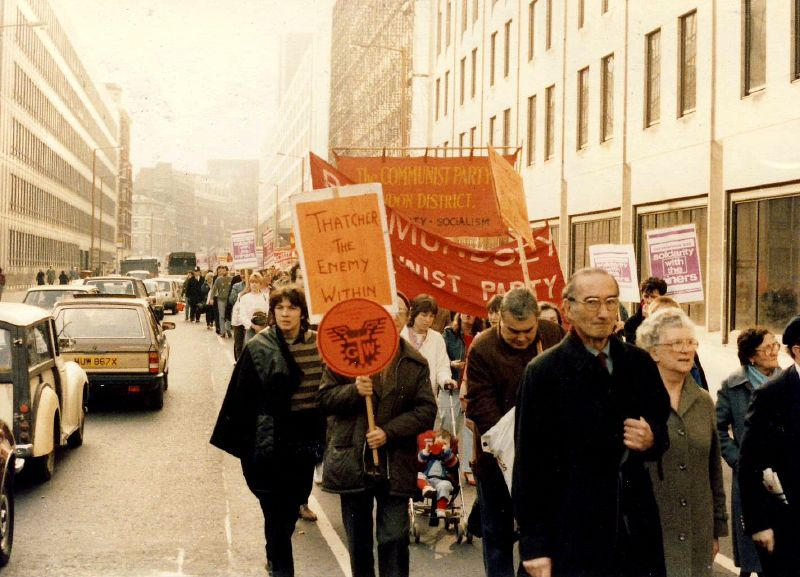
تجمع لعمال المناجم المضربين 1984

بدأ مراقبة الإضراب على نطاق واسع في جنوب ويلز ويوركشاير واسكتلندا وشمال شرق إنجلترا وكنت، وإن كان الدعم أقل عبر ميدلاندز وشمال ويلز. وأصبحت نوتنغهامشاير هدفاً للاضرابات العدوانية والعنيفة أحياناً بينما حاول أتباع سكارجيل منع عمال المناجم المحليين من العمل:264. في حين كان عمال مناجم لانكشاير مترددين في الإضراب وإن رفض معظمهم عبور خطوط الاعتصام التي شكلتها مجموعة يوركشاير. كانت مراقبة الإضراب في لانكشاير أقل عدوانية مما أعطى ردة فعل ايجابية وتعاطف أكثر من عمال المناجم المحليين.
وقعت «معركة أورغريف» يوم 18 يونيو 1984 في مصنع Orgreave Coking بالقرب من روثرهام حيث حاول العمال المضربون عمل حصار، فاندلعت المواجهة بين نحو خمسة آلاف من عمال المناجم ونفس العدد من أفراد الشرطة بعد أن ضربت خيالة الشرطة الممتشقة بالهراوات بعض المضربين، مما أدى إلى جرح 51 من المتظاهرين و72 من رجال الشرطة. وقعت معارك أخرى أقل شهرة ولكن أكثر دموية بين مراقبي الإضراب والشرطة على سبيل المثال في مالتبي جنوب يوركشاير.
ألقي القبض خلال الإضراب على 11,291 شخصًا، معظمهم بسبب خرقهم للإضراب السلمي أو أعاقوا الطرق أثناء الاعتصام، تعرض 8,392 منهم للمحاكمة وسجن مابين 150-200. وطرد مالا يقل عن 9000 عامل من عمال المناجم بعد إلقاء القبض عليهم أثناء الاعتصام حتى في حالة عدم توجيه أي تهم إليهم.
بعد اضراب عمال الصلب سنة 1980 قام العديد من تجار النقل بعمل قائمة سوداء للسائقين الذين يرفضون عبور خطوط الاعتصام لمنعهم من التعامل معهم مستقبلا، وهكذا عبر عدد كبير من السائقين خطوط الاعتصام سنة 1984-1985 وأكبر مما كان عليه في النزاعات السابقة:144. فشل الإضراب من التأثير بقوة لقطع الكهرباء كما كان في الإضرابات السابقة التي أدت إلى انقطاع التيار الكهربائي في السبعينات وحافظت شركات الكهرباء على إمداد الكهرباء طوال فصل الشتاء وهو وقت الذروة لطلب الطاقة.
وعاد بعض عمال المناجم إلى أعمالهم بدءا من شهر سبتمبر حتى عندما كان الإشراف على الإضراب قويا. مما أدى إلى تصاعد التوتر وظهرت أعمال الشغب في إسينغتون في دورهام وبرامبتون بيرلو في يوركشاير.

### تصويت جمعية ملاك المناجم (NACODS) على الإضراب
صوتت جمعية ملاك المناجم في أبريل 1984 على الإضراب ولكنها كانت أقل من أغلبية الثلثين المطلوب تنفيذها. وبموجب اتفاق من إضراب 1972 ولم يعبر معظم أعضاء الجمعية خطوط الاعتصام في مناطق مراقبة الإضراب، وتوقفوا عن العمل بأجر كامل. قال ميريك سبانتون مدير شؤون الموظفين في مجلس الفحم بعدما زاد عدد الممتنعين عن الإضراب في أغسطس إنه يتوقع أن يقوم أعضاء NACODS بعبور خطوط الاعتصام للإشراف على عملهم مهددا بإلغاء اتفاق 1972 مما أدى إلى اقتراع ثانٍ. فاقترح إيان مكجريجر استبدال الأعضاء وجلب آخرين كما فعل رونالد ريغان خلال إضراب مراقبي المطارات في 1981. وفي سبتمبر صوت أعضاء NACODS للمرة الأولى لصالح الإضراب بنسبة 81٪:196. فقدمت الحكومة تنازلات حول إجراء المراجعة بشأن المناجم غير المربحة:197–200.
لم تكن نتائج المراجعة الحكومية ملزمة لمجلس الفحم، وكذلك رفض الـ NUM الاتفاق. واختارت المراجعة بأن تبقى مناجم كاديبي في يوركشاير وبيتس في نورثامبرلاند مفتوحة ولكن مجلس الفحم تجاوزها وأغلقها. أدى التخلي عن خطط الإضراب عندما لم تتم تلبية معظم مطالبهم إلى نظريات مؤامرة حول دوافع قادة جمعية ملاك الفحم.
اعترف ماكجريجور لاحقا بأنه لو استمرت جمعية ملاك الفحم في إضرابها، لنالت من مجلس الفحم بعض التنازلات. أظهرت الوثائق السرية التي تم نشرها لاحقا بأن الحكومة لديها مخبر داخل مؤتمر نقابات العمال (TUC) وكان يسرب لها بعض المعلومات حول المفاوضات. وكتب آرثر سكارغيل سنة 2009 بأن تسوية اتفق عليها مع NACODS ومجلس الفحم لإنهاء الإضراب وقال:"إن الخيانة الهائلة التي قدمتها NACODS لايمكن أبداً شرحها بطريقة منطقية."

### رأي المحكمة بمشروعية الإضراب
قام مجلس الفحم الوطني NCB في الشهر الأول من الإضراب بإصدار أمر قضائي يقضي بتقييد اعتصام في نوتنغهامشاير، إلا أن وزير الطاقة بيتر ووكر منع إيان ماكجريجور من التذرع بها فيُنظر للحكومة أنها تعادي عمال المناجم مما يوحّدهم خلف الاتحاد الوطني لعمال المناجم (NUM):157–158. وظهرت تحديات قانونية قامت بها مجموعات من عمال المناجم الذين شكلوا لجنة عمال المناجم. فصدر أمر في المحكمة العليا في 25 مايو بمنع منطقة نوتنجهام شاير من إصدار تعليمات بأن الإضراب كان رسميًا وأن يُطاع:165. كانت إجراءات مماثلة ناجحة في لانكشاير وجنوب ويلز:165.
وفي سبتمبر استمع القاضي إلى قضيتين، في الأولى ادعى عمال المناجم في منطقة ديربيشاير الشمالية بأن الإضراب كان غير قانوني على مستوى المنطقة، حيث صوت أغلبية عمال المناجم ضده، وأيضا على المستوى الوطني حيث لم يكن هناك اقتراع. في الثانية ادعى اثنان من عمال منجم من مانتون كوليري في منطقة يوركشاير وتتبع جغرافيا نورث نوتنجهامشاير بأن الإضراب على مستوى المنطقة في يوركشاير كان غير قانوني. وكان عمال المناجم في مانتون قد صوتوا بأغلبية ساحقة ضد الإضراب إلا أن الشرطة نصحت بأن سلامتهم لا يمكن ضمانها. لم يتم تمثيل الـ NUM في جلسة الاستماع. قضت المحكمة العليا بأن الـ NUM خرقت قانونها من خلال الدعوة إلى الإضراب دون إجراء اقتراع. على الرغم من أن القاضي لم يأمر الـ NUM بإجراء اقتراع إلا أنه منع الاتحاد من تأديب أعضائه الذين عبروا خطوط الاعتصام.
اعتمد الإضراب في يوركشاير على اقتراع قديم في يناير 1981 حيث صوت 85.6٪ من الأعضاء للإضراب إذا تعرض أي منجم للتهديد بالإغلاق لأسباب اقتصادية:169. تم تمرير الاقتراح المتعلق بإغلاق منجم فحم أورجريف. الأمر الذي أدى إلى إضراب لمدة أسبوعين:169. وافق المدير التنفيذي لـ NUM على قرار المحكمة في يوركشاير للاحتجاج بنتيجة الاقتراع باعتباره ملزمًا في 8 مارس 1984:169. وقضى القاضي نيكولز بأن نتيجة الاقتراع سنة 1981 بأنها «بعيدا جدا زمنيا [مع] ... حدوث الكثير من التغيير في عضوية الفرع في المنطقة منذ ذلك الحين لأن ذلك الاقتراع قادر على تغيير الدعوة إلى الإضراب بعد سنتين ونصف السنة»:171. فحكم بأنه لايمكن الإشارة إلى إضراب منطقة يوركشاير بأنه رسمي، على الرغم من أنه لم يدين الإضراب بأنه غير قانوني كما فعل في حالة الإضراب الوطني واضراب دربشاير الشمالية:171.
وأشار سكارجيل إلى الحكم على أنه محاولة أخرى من قبل قاض غير منتخب للتدخل في شؤون النقابة. فغرمته المحكمة 1000 باوند (دفعها رجل أعمال مجهول)، وكذلك غرم الاتحاد مبلغ 200,000 باوند، وعندما رفض الاتحاد NUM الدفع صدر أمر باحتجاز أصول النقابة، ولكنها نقلت بسرعة إلى الخارج. وفي أكتوبر 1984 صوّت أعضاء مجلس الـ NUM بالتعاون مع المحكمة لدفع الغرامات على الرغم من معارضة سكارجيل الذي قال في المحكمة إنه كان يعتذر فقط عن ازدرائه للمحكمة لأن مجلس الإدارة صوتت له بذلك:175–176. واسترجع بحلول نهاية شهر يناير 1985 حوالي 5 ملايين باوند من أصول الاتحاد الوطني لعمال المناجم NUM.
أما المحكمة العليا في أدنبره فقد قضت بأن عمال المناجم الاسكتلنديين تصرفوا في إطار حقوقهم عن طريق أخذ بطاقات الاقتراع المحلية برفع الأيدي، وبالتالي لم يكن من الممكن احتجاز أموال النقابات في اسكتلندا. «خلال الإضراب كانت المنطقة الوحيدة التي لم يستطيعوا لمسها هي اسكتلندا. كانوا يعزلون أموال الـ NUM باستثناء اسكتلندا لأن القضاة اعتبروا أن المنطقة الاسكتلندية قد تصرفت في إطار قوانين اتحادهم» - عضو البرلمان ديفيد هاملتون، ميدلوثيان
وطالب سكارجيل "بأنه من الضروري أن تكون استجابتنا موحدة أمام مجلس الفحم NCB، واتفقنا على أنه إذا كان مجلس الفحم يخطط لفرض إغلاق منجم ما على أساس كل منطقة على حدة، فعلينا أن نستجيب على الأقل في البداية على نفس الأساس. المناطق المسموح لها باتخاذ إجراءات إضراب رسمي بموافقة لجنتنا التنفيذية الوطنية وفقًا للمادة."

### تصدع الاتحاد
دعم اتحاد عمال المناجم فرع مقاطعة نوتنغهامشير الإضراب رسمياً بالرغم من أن معظم أعضائها استمروا في العمل واعتبر الكثيرون الإضراب غير دستوري نظراً أن الأغلبية صوتت ضد الإضراب وغاب اقتراع الإضراب وطني:262. كما اعتقد الكثيرون أن اتحاد NUM لم يفعل ما يكفي لحمايتهم من الترويع من الضالعين بالإضراب، فنظمت مظاهرة في يوم عيد العمال في مانسفيلد، حيث اندلعت مشاجرات بين المتظاهرين بين مؤيدي ومعارضي الإضراب:264. ثم شكل عمال مناجم العمل في نوتنغهامشاير وجنوب ديربيشاير اتحادًا جديدًا: الاتحاد الديمقراطي لعمال المناجم (UDM). فجذب أعضاء جدد من مناجم معزولة في إنجلترا:274.
على الرغم من أن معظم عمال المناجم في ليسترشير استمروا في العمل إلا أنهم صوتوا للبقاء في اتحاد NUM:276. على عكس نوتنغهامشاير، وأيضا لم تحاول قيادة الاتحاد في ليسترشير فرض الإضراب على أعضائها، وبقيت نصف القوى العاملة تقريبًا في مناجم نوتنغهامشاير منضوية في الاتحاد.
لم يعترف مؤتمر نقابات العمال (TUC) بالاتحاد الجديد ولكنه لم يرفضه. إلا أنه اعترف به بالنهاية عندما أدخله مجلس الفحم الوطني NCB في مفاوضات الأجور:304–305. حيث شجعهم إيان ماكجريجور بقوة. وأعلن أنه لم تعد عضوية NUM شرطا مسبقا لتوظيف عمال المناجم منهيا بذلك نظام المتاجر المغلقة.